# Lina-Kristin Schink
Lina-Kristin Schink (* 5. November 1983 in Berlin) ist eine deutsche Triathletin, die von 2009 bis 2014 im Radsport aktiv war. Sie ist zweifache Vize-Europameisterin auf der Langdistanz (2019, 2022).

## Werdegang
Im Teamzeitfahren belegte Lina-Kristin Schink 2011 bei der Universiade in Shenzhen den dritten Rang. 2012 wurde sie zusammen mit Janine Bubner und Charlene Delev Deutsche Meisterin in der Mannschaftsverfolgung.
Seit 2014 ist sie im Triathlon aktiv und wurde im September Vierte bei der Deutschen Meisterschaft auf der Triathlon-Langdistanz im Rahmen der Challenge Roth.
Die damals 35-Jährige wurde im September 2019 Zweite bei der Challenge Almere-Amsterdam und damit Vize-Europameisterin Triathlon Langdistanz hinter Yvonne van Vlerken, von der sie heute trainiert wird.
2022 wurde sie hinter Katharina Wolff nochmals Zweite.
Lina-Kristin Schink hat Sportwissenschaft an der Humboldt-Universität mit dem Schwerpunkt Leistungssport und Sportmanagement studiert und ist heute Diplom-Sportwissenschaftlerin. Sie lebt in Zürich.
Sie ist heute auch als Coach für Rad-, Laufsport, Fitness, Gymnastik und Ernährung tätig.

## Sportliche Erfolge
| Datum/Jahr | Rang | Wettbewerb                               | Austragungsort   | Zeit      | Bemerkung             |
| ---------- | ---- | ---------------------------------------- | ---------------- | --------- | --------------------- |
| 2012       | 1    | Deutsche Meisterschaften im Bahnradsport | Frankfurt (Oder) | 03:35,550 | Mannschaftsverfolgung |

| Datum/Jahr    | Rang | Wettbewerb                                                   | Austragungsort | Zeit     | Bemerkung                                                         |
| ------------- | ---- | ------------------------------------------------------------ | -------------- | -------- | ----------------------------------------------------------------- |
| 12. Okt. 2024 | 13   | Ironman Malaysia                                             | Langkawi       | 10:49:35 |                                                                   |
| 14. Sep. 2024 | 11   | ETU Challenge Long Distance Triathlon European Championships | Almere         | 09:24:47 | hinter Marlene De Boer                                            |
| 9. Sep. 2023  | 6    | ETU Challenge Long Distance Triathlon European Championships | Almere         | 09:20:59 | bei der Challenge Almere-Amsterdam                                |
| 11. Juni 2023 | 3    | Challenge Cagnes-sur-Mer                                     | Cagnes-sur-Mer | 05:09:27 | hinter der Schweizerin Imogen Simmonds                            |
| 10. Sep. 2022 | 2    | ETU Challenge Long Distance Triathlon European Championships | Almere         | 09:15:57 |                                                                   |
| 14. Sep. 2019 | 2    | ETU Challenge Long Distance Triathlon European Championships | Almere         | 09:11:27 |                                                                   |
| 9. Sep. 2017  | 4    | ETU Challenge Long Distance Triathlon European Championships | Almere         | 09:27:42 |                                                                   |
| 10. Apr. 2016 | DNF  | Ironman South Africa                                         | Port Elizabeth | –        | Rennaufgabe nach Knieproblemen                                    |
| 13. Sep. 2014 | 5    | ETU Challenge Long Distance Triathlon European Championships | Almere         | 10:08:59 |                                                                   |
| 20. Juli 2014 | 4    | DTU Deutsche Meisterschaft Triathlon Langdistanz             | Roth           | 10:03:44 | Deutsche Meisterschaft auf der Langdistanz bei der Challenge Roth |

| Datum/Jahr   | Rang | Wettbewerb              | Austragungsort | Zeit     | Bemerkung                   |
| ------------ | ---- | ----------------------- | -------------- | -------- | --------------------------- |
| 1. Jan. 2017 | 2    | Neujahrsmarathon Zürich | Zürich         |          | Viertelmarathon (10.549 km) |
| 1. Jan. 2016 | 1    | Neujahrsmarathon Zürich | Zürich         | 00:42:19 | Viertelmarathon             |
| 1. Jan. 2015 | 1    | Neujahrsmarathon Zürich | Zürich         |          | Marathon                    |

(DNF – Did Not Finish)